# امید احمدی‌صفا
امید احمدی‌صفا(زاده ۲ مهر ۱۳۷۱ در کرج) کیک بوکسور ایرانی می باشد.
احمدی‌صفا در کارنامه افتخارات قهرمانی خود مدال نقره جهانی مسابقات مجارستان را دارد.وی بعد از حضور در مسابقات جهانی ایتالیا، پس از رسیدن به ایتالیا از هتل محل اقامت خودش خارج شده و این کشور را به مقصد آلمان ترک کرده است.